# Lill-Aspsjön (Skorpeds socken, Ångermanland)
Lill-Aspsjön är en sjö i Örnsköldsviks kommun i Ångermanland och ingår i Nätraåns huvudavrinningsområde. Sjön har en area på 0,433 kvadratkilometer och ligger 237,1 meter över havet. Sjön avvattnas av vattendraget Nätraån.

## Delavrinningsområde
Lill-Aspsjön ingår i det delavrinningsområde (703291-158536) som SMHI kallar för Utloppet av Lill-Aspsjön. Medelhöjden är 263 meter över havet och ytan är 2,53 kvadratkilometer. Räknas de 24 avrinningsområdena uppströms in blir den ackumulerade arean 122,94 kvadratkilometer. Avrinningsområdets utflöde Nätraån mynnar i havet. Avrinningsområdet består mestadels av skog (75 procent). Avrinningsområdet har 0,44 kvadratkilometer vattenytor vilket ger det en sjöprocent på 17,2 procent.